# Arbre fruiter

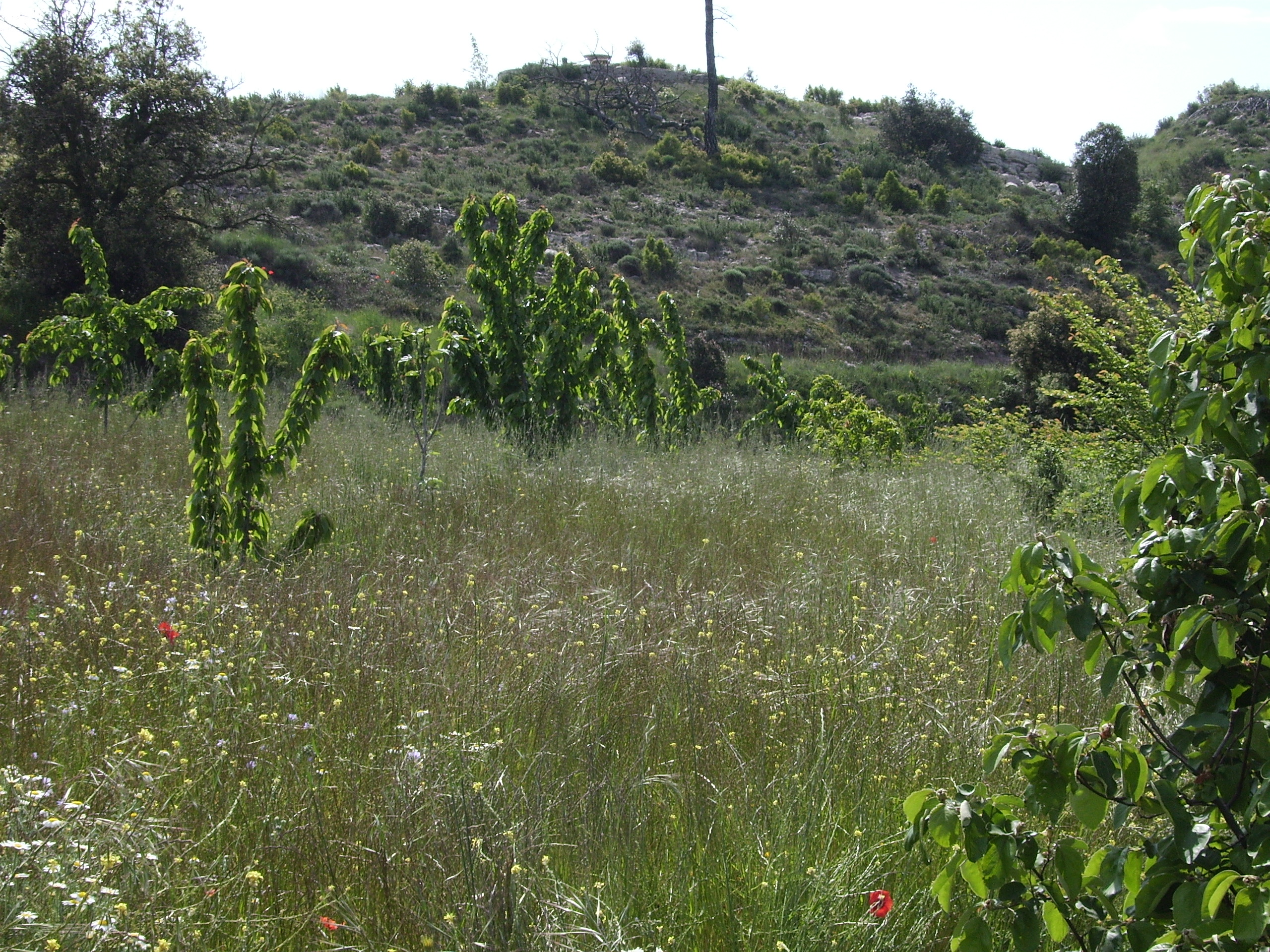
Cirerers de conreu ecològic, en secà al mes de maig de 2006

Un arbre fruiter és aquella espècie vegetal arbòria o arbustiva que es conrea principalment per obtenir el seu fruit en forma de fruita. Amb l'augment del nivell de vida i l'augment del consum de fruits de manera directa o elaborada, les plantacions d'arbres fruiters s'han incrementat moltíssim en l'agricultura i han passat a ser conreus intensius.
Una primera divisió agronòmica diferencia entre els arbres de fruit sec, que produeixen fruites seques (ametller, avellaner, garrofer, pistatxer, noguer, pi pinyoner, etc.) i els que produeixen fruites dolces, que al seu torn es classifiquen en arbres de fruit de pinyol (albercoquer, cirerer, presseguer, prunera, etc.), arbres de fruit de llavor (pomera, perera europea, codonyer) i arbres de fruit de gra (figuera). L'olivera com a arbre fruiter és quan s'aprofita per collir les olives i adobar-les. Algunes oliveres com la varietat hojiblanca es consideren de doble aptitud per a taula i per almàssera, altres com la gordal només es destinen a taula. Els arbusts cítrics, que produeixen fruites àcides (taronger, llimoner, mandariner, poncem, etc.), estan classificats a part. Altres arbres, com l'atzeroler, l'aranyoner, la servera, el nespler, l'arbocera i el ginjoler, de caràcter autòcton o subespontani a l'àrea mediterrània, produeixen fruits comestibles i saborosos però petits i, actualment, poc valorats comercialment.
Els arbres fruiters tropicals més estesos són els que produeixen el mango, la papaia, l'alvocat i el cocoter (que és una palmàcia, no pas un arbre). El bananer és botànicament una herba de grans dimensions. Cirerer i noguer són arbres també apreciats per la seva fusta d'utilització en ebenisteria.